# На тебе сошёлся клином белый свет
«На тебе сошёлся клином белый свет» — российский художественный фильм о последнем дне жизни рок-певицы Янки Дягилевой, погибшей при невыясненных обстоятельствах в 1991 году. Фильм, снятый в 2020 году и вышедший в 2022 году, стал полнометражным дебютом режиссёра Игоря Поплаухина, чья короткометражка «Календарь» была ранее отмечена призами на кинофестивалях.
Фильм снят компанией Hype Film при поддержке Министерства культуры РФ и Фонда «Кинопрайм». Название фильма — первая строка известной советской эстрадной песни «Белый свет», исполнявшейся в том числе Янкой Дягилевой (альбом «Хроника пикирующего бомбардировщика», 1990).

## Создание
Съёмки фильма стартовали в Петербурге в середине июля 2020 года и завершились во второй половине августа. В начале 2021 года фильм назывался среди наиболее ожидаемых в течение года, однако дата премьеры не была известна. Трейлер картины был представлен лишь более года спустя, 26 июля 2022 года. Премьера фильма прошла на фестивале «Окно в Европу» в Выборге в начале августа 2022 года. В российский прокат фильм вышел 8 декабря 2022 года.
По словам режиссёра,

«Наш фильм в поэтической манере воскрешает события дня, когда Янка исчезла. Он пропитан образами и настроением её песен, однако ни одна из них в картине не звучит. И живёт наша Янка не в 1991 году, а в каком-то русском безвременье дач, лесов и рек. Для меня это не биография Янки, это скорее агиография — жизнеописание святого человека, где чудеса и реальность неразделимы».

Главную роль в фильме исполнила Кира Пиевская — художница и модель из Петербурга, для которой эта работа стала первой в большом кино. По её словам, приглашение на роль стало для неё «счастливой случайностью»: «Я сидела на кухне в гостях, у окна стоял мальчик, долго на меня смотрел, а потом спросил, приду ли на кастинг. Это был оператор Женя Родин». В течение года после проб Пиевская знакомилась с творчеством Янки, хотя в интервью признавалась, что всё равно наделяла её «как персонажа картины своими чертами, мыслями, ощущениями». Из песен певицы актриса выделила «Столетний дождь» и «Регги», «в которых, как мне кажется, и есть она. Я через них её и ощущаю».
На роль Егора Летова выл выбран лидер московской группы «Аминь» Максим Козлов. При отсутствии внешнего сходства с лидером «Гражданской обороны» в фильм он попал «совершенно случайно»: Поплаухин пригласил его, заприметив на съемках фильма своих однокурсников. По словам Козлова на кастинге искали человека, подходящего на Егора по темпераменту, а не внешне.

## Сюжет
Молодая девушка по имени Янка («Яныч») настраивает аппаратуру, готовясь к концерту. С ней рядом друг-блондин, которому она говорит «Сложно с тобой», на что тот отвечает «А с тобой легко». Позже на концерт приходят Катя и Серёжа. Катя говорит Янке, что её друг просит её побыть с ним. Она идёт в отдельное помещение, где её ждёт друг-блондин. Тот обнимает Янку и пытается заставить её съесть какие-то таблетки, но она вырывается. На концерте, когда Янка с микрофоном стоит на сцене, блондин проглатывает горсть таблеток. Позже он падает без сознания и умирает от передозировки наркотиков. Через некоторое время после похорон Янка приходит на кладбище и вырывает из могилы урну с прахом друга.
Серёжа и Янка часто проводят время вместе. Однажды, когда они едут куда-то на грузовике, Янка красит волосы Серёжи в светлый цвет, на что тот говорит, что так она всё равно не вернёт умершего друга. Они приезжают в загородный посёлок в лесу, там же оказывается Катя. Янка, которая ходит с диктофоном, записывает на диктофон свой разговор с Катей. В другой день Янка залезает в лесу на железную вышку, за ней следует её отец, которого она называет Стасиком. С башни Янка развеивает прах друга из урны, хотя Стасик предлагает ей оставить хоть горсточку родным. В какой-то момент приезжает ещё один друг Янки, музыкант Егор, с которым они давно не виделись, он рассказывает ей о том, что видел странную собаку, которая вызвала у него приступ смеха и одновременно слёзы. Между ними происходит разговор, аналогичный тому, что у Янки был с блондином («Сложно с тобой» — «А с тобой легко»).
С Серёжей, отцом и мачехой Янка проводит время в загородном доме. Уже в темноте, проезжая по лесу, они встречают милицию, которая обыскивает все машины: оказывается, на один из домов был «налёт» неизвестных, и одну женщину ударили по голове. Янка, которая, по словам Серёжи, всегда от всех уходит, исчезает, уйдя гулять в лес. Серёжа принимает таблетки, ему становится плохо и Стасик пытается помочь ему. В это время в посёлке происходит праздник.
Янка бродит по лесу, купается в реке. Выйдя из реки, она встречает на берегу нескольких мужчин. По прошествии некоторого времени её начинают искать родные. Охотники находят в протоке тело, его привозят накрытым на грузовике. Серёжа и Стасик приходят на опознание. Серёжа первым залезает в грузовик, он смотрит на тело, на лице его появляется улыбка.

## В ролях
- Кира Пиевская — Янка
- Екатерина Ермишина — Катя
- Георгий Кудренко — Серёжа
- Максим Козлов — Егор[14]
- Валерий Соловьёв — Станислав (Стасик)
- Гала Самойлова — жена Стасика, мачеха Янки

## Критика
Фильм получил сдержанные отзывы. Ряд критиков провели параллель между фильмом Поплаухина и картиной «Последние дни» Гас Ван Сента.
После премьеры фильма в Выборге Гульназ Давлетшина (Film.ru) назвала фильм «необычным байопиком о рок-певице в жанре магического реализма». Она отметила, что песен Янки Дягилевой в фильме нет: «вместо знакомых строк — шорох дремучего леса, вместо голоса Янки — обнажение внутренних переживаний, вместо цельного сюжета — калейдоскоп завораживающих сцен», а главная героиня это «не точный портрет исполнительницы, а скорее воплощение мифической и постоянно ускользающей от камеры фигуры». Критик отметила, что фильм, «не следуя шаблонам байопика, делает кое-что иное: дарит момент прощания с советской легендой и возможность смотреть Янке вслед, пока рыжие волосы медленно исчезают в глубоких водах». Аналогично, в отзыве Фонтанка.Ру после выхода фильма в прокат говорится о том, что в фильме зритель не найдёт «ни Янку, ни Егора, ни сибирский музыкальный андеграунд, ни разгадку смерти певицы, а только киноразмышления о состоянии человека, который готов шагнуть за границы бытия». В фильме «нет сюжета, событий, развития и кульминации. Он больше похож на зарисовку, размышление, эссе». Единственная песня Янки звучит на титрах — это песня «А ты кидай» («Рижская») в электрической версии.
Денис Бояринов (Кинопоиск) в своём отзыве выразил сожаление, что Янка «оказалась фигурой умолчания и в истории российской культуры, и в этом кино»: фильм «не рассказывает историю Яны Дягилевой и не стремится реконструировать последние дни ее жизни» и после его просмотра «ни знатоки, способные оценить отсылку в названии к каверу советского шлягера,… ни те, кто впервые узнает о Дягилевой, не поймут, почему именно на ней сошёлся клином белый свет». Критик заключает, что «парадоксальным образом Янка Дягилева, много певшая о побеге из обрыдлой реальности и когда-то ушедшая из дома в неизвестном направлении, сумела исчезнуть и из этого посвященного ей фильма».
Ещё более резко выразился Денир Курбанджанов, по мнению которого «без концептуального стержня любая сцена в фильме о Янке Дягилевой заранее обречена на нелепость. Как бы хороша она ни была сделана». Мистики и особого поэтического настроения в картине нет, и «кино вместо этого просто разваливается на маленькие серые осколки, в которых и углядеть-то нечего»: «Бремя философии в таких бессловесных картинах ложится на операторскую работу, которая в „Белом свете“ (оператор Евгений Родин), увы, неубедительна и скупа на стилистические изыски».
Иная точка зрения была представлена в специализированном журнале о кино «Сеанс» Вероникой Хлебниковой. По её мнению, «чудесный фильм-поток Игоря Поплаухина и Евгения Родина размывает русло биографии, вышибает фабульные подпорки, сюжетные мостки, не цепляет минувшее и канувшее багром интерпретации, ничего не объясняет, ни на чем не настаивает. Та Янка, не дававшая интервью, не выпускавшая пластинок, думается, оценила бы их деликатность».